# صموئيل بيرس
صموئيل بيرس (بالإنجليزية: Samuel Pierce)‏ (و. 1922 – 2000 م) هو سياسي، وبروفيسور (أستاذ جامعي) من الولايات المتحدة الأمريكية. ولد في غلين كوف، نيويورك.
وهو عضو في الحزب الجمهوري.
توفي في غلين كوف، نيويورك.

## التعليم
تعلم في جامعة كورنيل، وجامعة نيويورك.